# Велоспорт на літніх Олімпійських іграх 1896
Змагання з велоспорту на перших літніх Олімпійських іграх пройшли 8, 11, 12 та 13 квітня 1896 року на велодромі "Нео Фалірон" в Афінах. Були організовані та підготовлені Підкомітетом з велосипедного спорту. Шосейні перегони проведено дорогою з Афін до Марафону і назад. Загалом участь взяло 19 велосипедистів з 5 країн.

## Представництва країн
Загалом у змаганнях в Афінах взяло участь 19 велосипедистів з 5 країн світу:
- Австрія (1)
- Велика Британія (2)
- Греція (9)(*)
- Німеччина (5)
- Франція (2)

(*) ПРИМІТКА: В тому числі один велосипедист (Нікос Ловердос) зі Смірни (Туреччина), що мав грецьке коріння та виступав за Грецію.

## Медалі

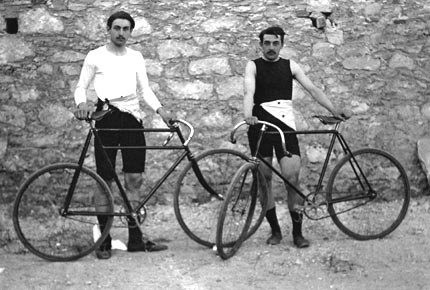
Леон Фламан та Поль Массон — французькі велосипедисти, що на двох вибороли 6 нагород, 4 з яких золоті.

Міжнародний олімпійський комітет призначив спортсменам ці медалі вже згодом, оскільки на той час переможці отримували у винагороду срібні медалі, а наступні місця не одержували нагород зовсім.
| Дисципліни                 | Золото                         | Срібло                      | Бронза              |
| -------------------------- | ------------------------------ | --------------------------- | ------------------- |
| Шосейний велоспорт         |                                |                             |                     |
| Шосейні перегони           | Арістідіс Константінідіс (GRE) | Август фон Гьодріх (GER)    | Едвард Баттел (GBR) |
| Велоспорт на треку         |                                |                             |                     |
| Спринт                     | Поль Массон (FRA)              | Стаматіос Ніколопулос (GRE) | Леон Фламан (FRA)   |
| Гіт                        | Поль Массон (FRA)              | Стаматіос Ніколопулос (GRE) | Адольф Шмаль (AUT)  |
| 10 кілометрів              | Поль Массон (FRA)              | Леон Фламан (FRA)           | Адольф Шмаль (AUT)  |
| 100 кілометрів             | Леон Фламан (FRA)              | Георгіос Колеттіс (GRE)     | —                   |
| Дванадцятигодинні перегони | Адольф Шмаль (AUT)             | Фредерік Кіпінг (GBR)       | —                   |

## Залікова таблиця

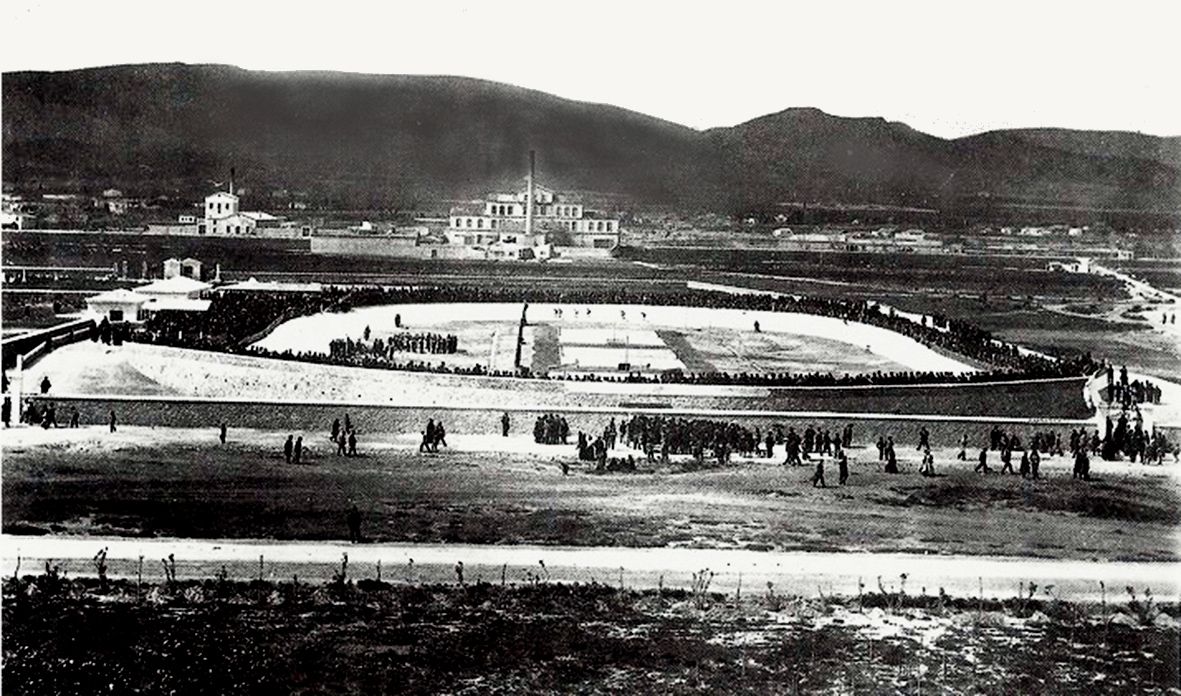
Велодром Нео Фалірон у 1896 році

(Жирним виділено найбільшу кількість медалей певного ґатунку.)
| Місце | Країна          | Золото | Срібло | Бронза | Загалом |
| ----- | --------------- | ------ | ------ | ------ | ------- |
| 1     | Франція         | 4      | 1      | 1      | 6       |
| 2     | Греція          | 1      | 3      | 0      | 4       |
| 3     | Австрія         | 1      | 0      | 2      | 3       |
| 4     | Велика Британія | 0      | 1      | 1      | 2       |
| 5     | Німеччина       | 0      | 1      | 0      | 1       |